# Armando Pellegrini
Pour les articles homonymes, voir Pellegrini.
Armando Pellegrini, né le 3 juin 1933 à Bedulita (Lombardie) et mort le 25 août 2023 à Ponteranica (Lombardie), est un coureur cycliste italien, professionnel de 1957 à 1969.

## Palmarès sur route
- 1957
  - Trofeo UVI
  - Tour des Alpes Apuanes
- 1958
  - 4e étape de Rome-Naples-Rome
  - 3e de Milan-Mantoue
  - 3e de Milan-Turin
- 1959
  - 3e étape du Tour de Sardaigne
  - 4e et 11e étapes de Paris-Nice
  - 4e étape du Tour d'Italie
  - 3e de Rome-Naples-Rome
  - 3e des Trois vallées varésines
- 1960
  - 2e du Tour de Vénétie
- 1961
  - 3e étape du Tour de Sardaigne
- 1962
  - 17e étape du Tour d'Italie
  - 3e du Grand Prix Cemab à Mirandola

## Résultats sur les grands tours

### Tour d'Italie
7 participations :
- 1957 : 38e
- 1958 : 39e
- 1959 : 52e, vainqueur de la 4e étape
- 1960 : 70e
- 1961 : 48e
- 1962 : 31e, vainqueur de la 17e étape
- 1963 : 62e

### Tour de France
1 participation :
- 1961 : 56e.

### Tour d'Espagne
1 participation :
- 1964 : 42e.

## Palmarès sur piste
- 1955
  -  Champion d'Italie de poursuite par équipes amateurs (avec Loris Campana, Addo Kazianka et Virginio Pizzali (it))
- 1956
  -  Champion d'Italie de poursuite par équipes amateurs (avec Tonino Domenicali, Virginio Pizzali (it) et Giuseppe Chiesa)
- 1957
  - 2e du championnat d'Italie de demi-fond
- 1964
  -  Champion d'Italie de demi-fond
- 1965
  - 2e du championnat d'Italie de demi-fond
- 1966
  - 2e du championnat d'Italie de demi-fond
- 1968
  -  Champion d'Italie de demi-fond